# آیا به قدر کافی ابراز علاقه کردی
« آیا به قدر کافی ابراز علاقه کردی» (به انگلیسی: Did You Give Enough Love) تک‌آهنگی از هنرمند اهل کانادا سلین دیون است که در ۱۷ ژوئیه ۱۹۹۳ منتشر شد.